# 大切な約束/もう1つの約束
『大切な約束/もう1つの約束』（たいせつなやくそく／もうひとつのやくそく）は日本のシンガーソングライター・川嶋あいが2006年10月11日に発売した10枚目のシングル。

## 概要
前作『見えない翼』から約6ヶ月ぶりのリリースされた作品。2003年の『天使たちのメロディー/旅立ちの朝』、2006年の『Dear/旅立ちの日に…』以来通算3枚目の両A面シングルとなる。
「大切な約束」はGyaOにて放送された同名ドラマの主題歌、「もう1つの約束」は日本テレビのテレビドラマ『再会〜横田めぐみさんの願い〜』主題歌である。
通常盤、初回限定盤の2種で発売された。初回限定盤には「大切な約束」のPVが収録されているDVDが付いている。

## 収録曲
- 全作詞・作曲：川嶋あい

### 通常盤
1. 大切な約束
編曲：宗本康兵
GyaOインターネットドラマ『大切な約束』主題歌、テレビ朝日系列『夫婦交換バラエティー ラブちぇん』エンディングテーマ
2. もう1つの約束
編曲：長澤孝志
日本テレビ系列『再会〜横田めぐみさんの願い〜』主題歌
「大切な約束」のメロディーを原曲として、歌詞をドラマ用に書き下ろした曲である[1]。
3. グレープジュース
編曲：高橋諭一

### 初回限定盤DVD
1. 大切な約束（PV）